# Adriano Barroso
Adriano Barroso (30 de abril de 1969) é um ator, diretor teatral, escritor e cineasta brasileiro do estado do Pará. Tem mais de 25 anos de carreira também como autor.

## Biografia
Adriano Barroso é um ator paraense nascido em 1969.

#### Trabalho
Adriano Barroso está na carreira artística há 35 anos como autor, atuando também como dramaturgo, escritor, roteirista, diretor e preparador de elenco.
Foi premiado pelo júri do Festival Pan-Amazônico de Cinema (Amazônia Doc.3) em 2011 pelo conjunto de sua obra em cinema, teatro e TV. No cinema já participou de onze longas metragens como ator, destacam-se o longa "Eu receberia as piores notícias dos seus lindos lábios (2011), de Beto Brant e Renato Ciasca; “Órfãos do Eldorado” (2015) de Guilherme Coelho (disponível na Netflix) e “Teoria do ímpeto” (2019), de Marcelo Faria e Rafael Moura. onde venceu prêmio de melhor ator em festivais nacionais e internacionais, como o Cine-pe 2019 e o Festival de Nice na França. além de participar de quinze curtas-metragens, como "Matinta" (2010) de Fernando Segtowick, vencedor de diversos prêmios no Brasil, e; Ribeirinhos do asfalto (2010), de Jorane Castro.
No teatro, já atuou em mais de 40 peças, na maioria com o Grupo Gruta de Teatro. Quando recebeu algumas prêmiações como melhor ator teatral.
Na tv participou de algumas séries: “Pacto de Sangue” (2018) criação de Lucas Vivo para o canal Space (disponível na Netflix). Também fez participação na novela da Record “Vidas em Jogo” (2007) e posteriormente em novelas da Globo, como “Cheia de charme” (2012) e “Força do querer” (2017).
Conduziu a preparação de elenco dos projetos: “Para ter onde ir”, “Pacto de Sangue” e “Ribeirinhos do Asfalto” e “Matinta”.
Como roteirista, tem 14 roteiros filmados entre curtas de ficção e animação, documentários e séries infantis e adultas, e três documentários filmados: “Ópera Cabocla” (2013), via Edital de Apoio à Produção de Documentários Etnográficos sobre o Patrimônio Cultural Imaterial (Etnodoc) do Instituto do Patrimônio Histórico e Artístico Nacional (Iphan); “Chupa-chupa e Paradoxos”; “Paixões e Terra Firme” (2016) via da Macieira Filmes, que lhe renderam alguns prêmios nacionais. Como o prêmio "Imagem-Movimento" com Paixões e Terra Firme.
Escreveu alguns livros de dramaturgia, com tradução e montagens nos países de França e Cuba. Se aprofundou na pesquisa sobre os mitos, lendas e rituais na Região Norte do Brasil. Em 2017 lançou “Ato, Paixão segundo o Gruta”, livro que conta de forma romanceada a trajetória do grupo de teatro com mais tempo em atividade da região amazônica, sendo um dos cinco mais antigos do Brasil.

## Filmografia
2019 - “Teoria do ímpeto”, de Marcelo Faria e Rafael Moura
2018 - filme Dentes, de Júlio Taubkin e Pedro Arantes
2018 - Novela "Dente por Dente"
2018 - série “Pacto de Sangue” (Canal Space), criação de Lucas Vivo, com roteiro do argentino Patrício Vega e colaboração de Ricardo Grynszpan.
2017 - novela "A força do querer” (Globo);
2015 - “Órfãos do Eldorado” de Guilherme Coelho.
2014 - "Serra Pelada, a saga do ouro"
2013 - "Serra pelada", de Heitor Dhalia
2012 - "A última estação" de Márcio Curi e Di Moretti
2012 - novela “Cheia de Charme” (Globo)
2011 - Filme "Eu receberia as piores notícias dos seus lindos lábios", de Beto Brant e Renato Ciasca
2010 - Curta "Ribeirinhos do asfalto" de Jorane Castro. Curta-metragem.
2010 - Curta "Matinta", de Fernando Segtowick. onde colaborou no roteiro.
2007 - Novela “Vidas em Jogo” (Record)

2004 - "Araguaya – A conspiração do silêncio", de Ronaldo Duque